# Waraji

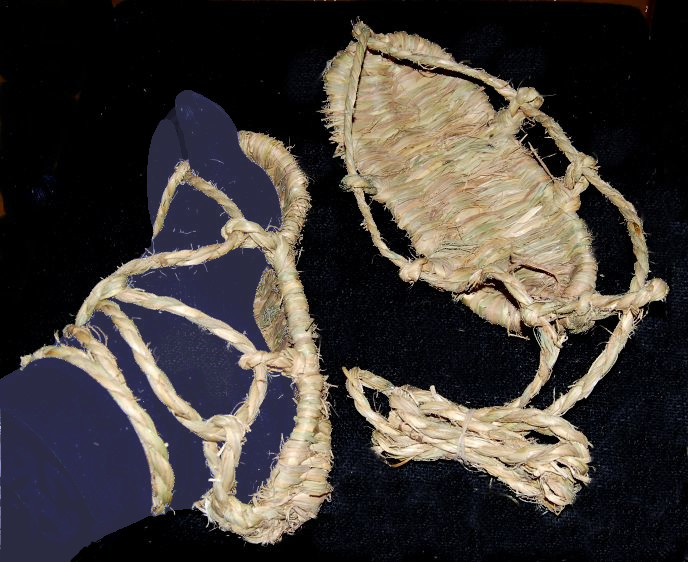
Waraji

Waraji (jap. 草鞋) – sandały wyrabiane ze słomianych sznurów, w przeszłości stanowiące standardowe obuwie zwykłych ludzi w Japonii. Obecnie noszone głównie przez trzymających się tradycji mnichów buddyjskich. Wedle tradycji, waraji były ofiarowywane w świątyniach wraz z prośbą o bezpieczną podróż lub o zdrowie dolnej części ciała. Największe waraji na świecie można zobaczyć podczas Festiwalu Waraji w Fukushimie (jap. 福島わらじまつり Fukushima Waraji Matsuri), który odbywa się corocznie w pierwszy piątek i sobotę sierpnia.